# Periodo del Secondo Tempio

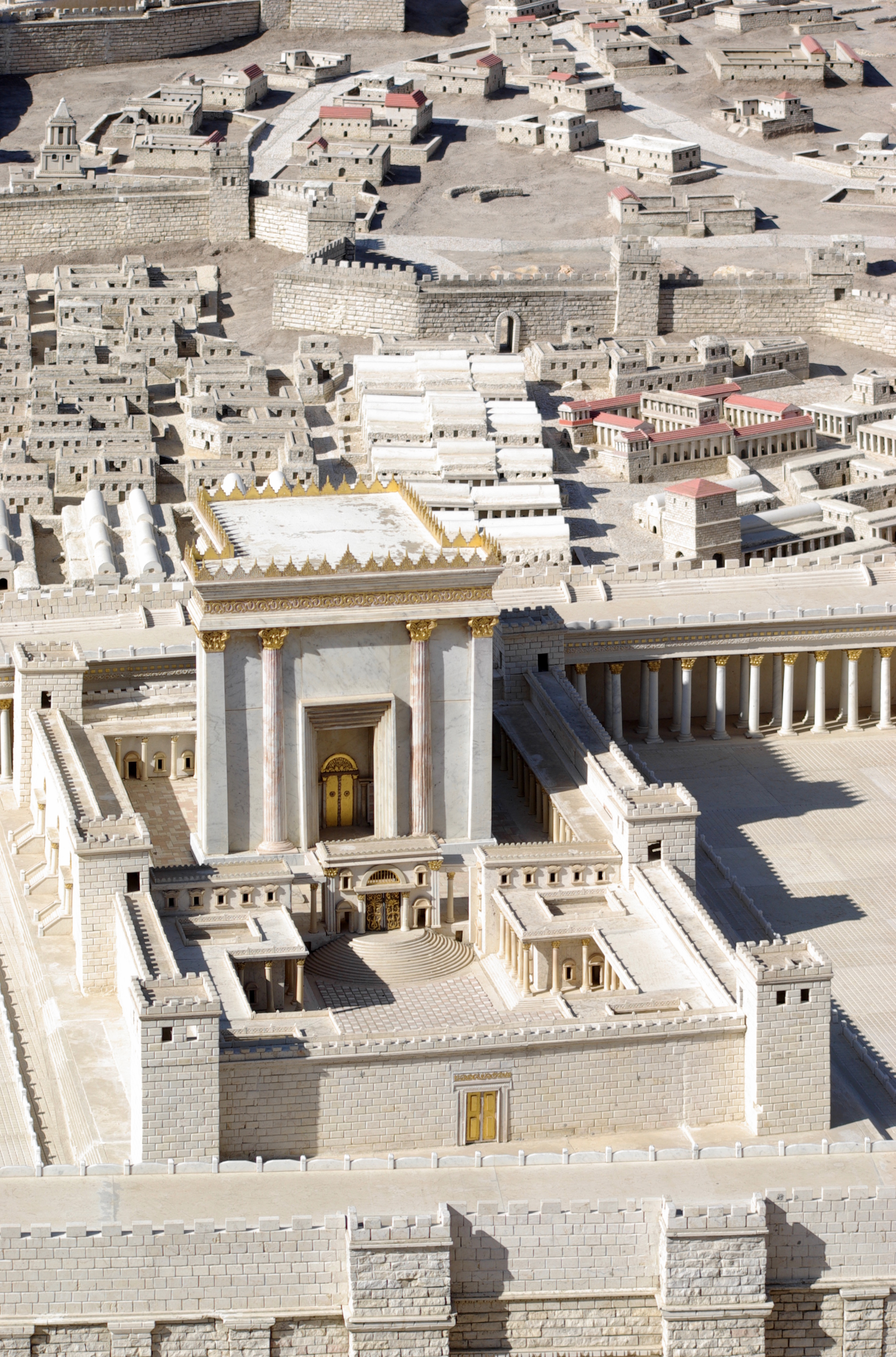
Modello del Secondo Tempio di Gerusalemme all'Israel Museum

Il periodo del Secondo Tempio, anche detto periodo intertestamentario, è stato un'epoca della storia di Israele iniziata nel 597 a.C. con l'esilio babilonese, e durata fino alla distruzione del Secondo Tempio da parte dei romani, nel 70 d.C.
Questa fase della storia ebraica fu caratterizzata da instabilità politica, numerose rivolte e guerre, e trasformazioni drastiche della religione ebraica in varie forme, non ultima la nascita degli esseni, delle prime sette giudeo-cristiane e dell'ebraismo rabbinico, ma anche dal consolidamento culturale ed in parte etnico del popolo ebraico dopo la definitiva rottura con l'Impero romano.

## Antefatti, cattività babilonese e inizio della Diaspora

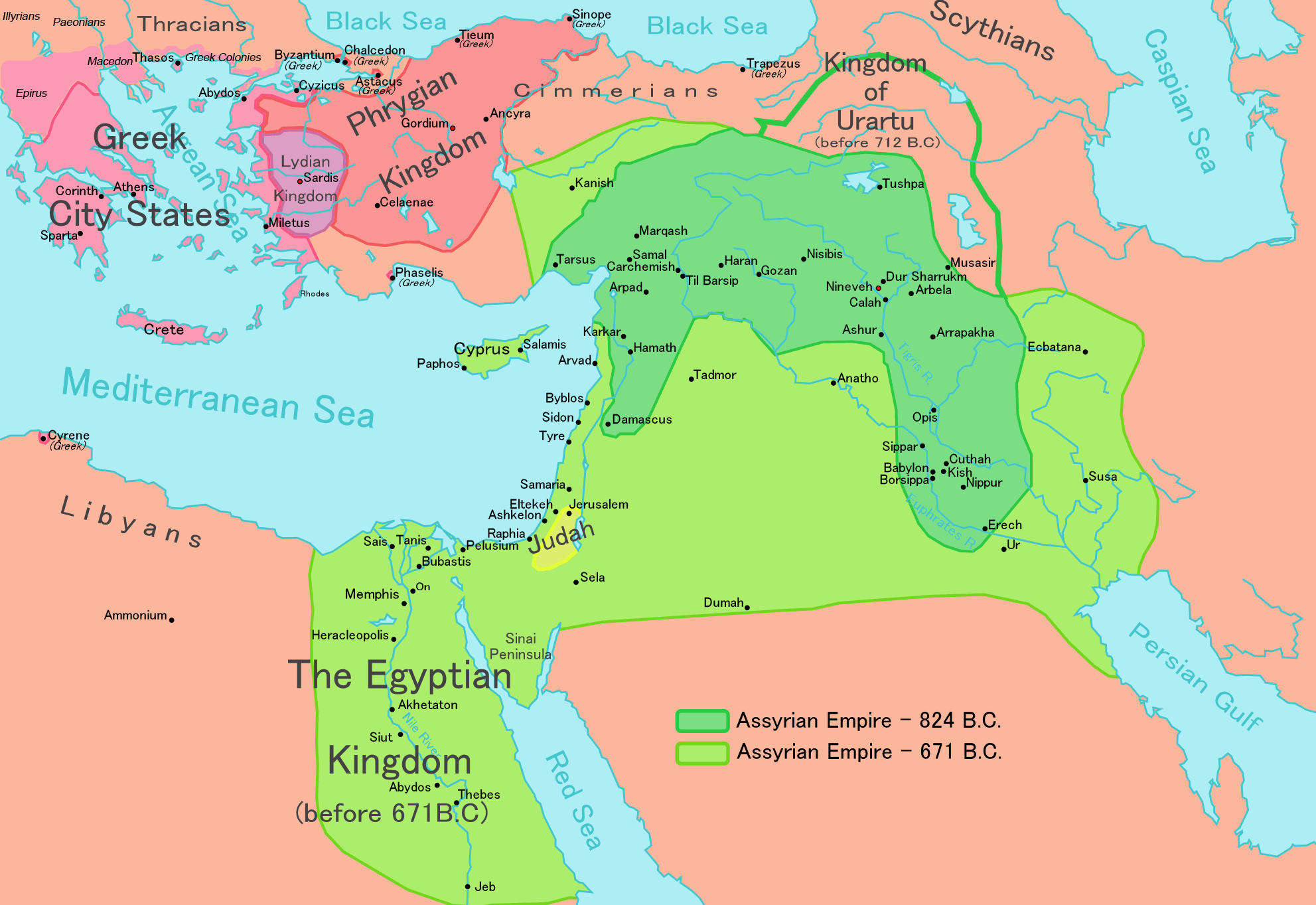
Mappa del Secondo Impero assiro (824 a.C.-671 a.C.)

Il Secondo Impero assiro aveva conquistato la Samaria e le zone confinanti nel 671 a.C., estendendo il proprio dominio su gran parte del Medio Oriente, dal Golfo Persico al Mar Rosso. Secondo la Bibbia tra il 722 e il 720 a.C. il Regno settentrionale di Israele venne distrutto dagli assiri, provocando la dispersione delle dieci tribù in diverse regioni dell'Impero assiro.
Dopo la sconfitta assira ed egiziana a Karkemish da parte di Nabucodonosor II, sovrano dell'Impero neo-babilonese, il Regno meridionale di Giuda diventò uno stato-vassallo dei babilonesi. Il re giudeo Ioiakim pagò per tre anni i tributi imposti da Babilonia, ma dopo essersi ribellato insieme ad altri paesi del Levante ebbe luogo la guerra giudeo-babilonese (601-586 a.C.), in cui i babilonesi vennero affiancati da caldei, moabiti e ammoniti.
Ioiakim venne ucciso in battaglia durante il primo assedio di Gerusalemme (597 a.C.); la città e il Tempio di Salomone furono distrutti e al suo posto salì al trono Ioiachin, che regnò solo tre mesi, dopodiché venne deportato a Babilonia insieme alla corte, i circoli colti, i sacerdoti, i saggi, i profeti, buona parte della popolazione giudea e molti tesori del Tempio: in totale 10'000 persone circa. Con la deportazione dell'élite giudaica inizia la Diaspora del popolo ebraico. Nel 587-586 a.C. il Tempio venne distrutto un'altra volta sotto i colpi babilonesi.

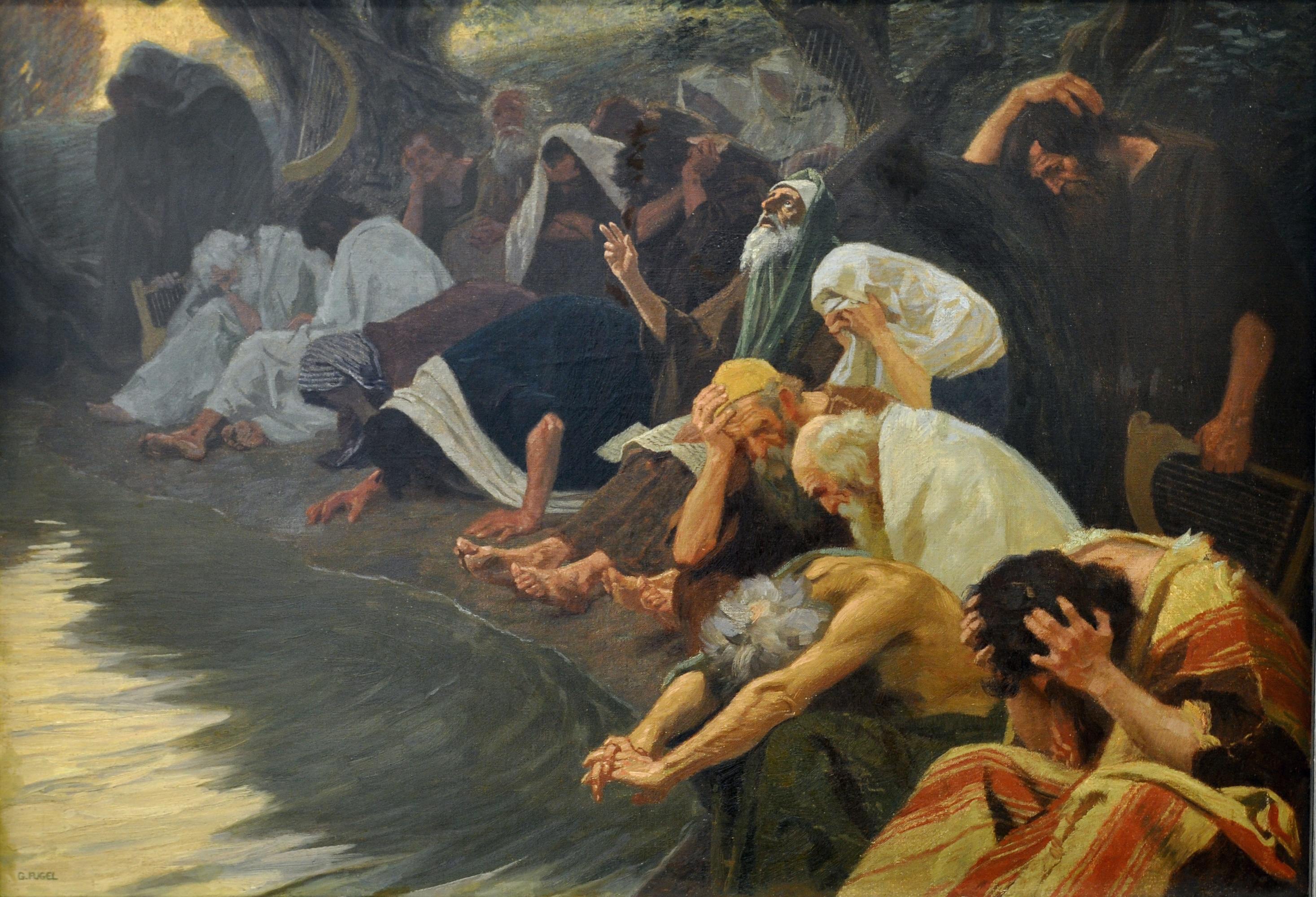
Dalle acque di Babilonia, dipinto di Gebhard Fugel, 1920 circa

La maggioranza della popolazione giudea settentrionale e meridionale rimase in Giudea, insieme a genti straniere con le quali era costretta a convivere. Nonostante il dolore per la separazione dalla madrepatria e la caduta di Gerusalemme, gli esuli di Babilonia e l'esilarca Ioiachin vennero sempre trattati con rispetto, potevano svolgere numerose mansioni (agricoltura, commercio, artigianato ecc.) e vivere in comunità separate dagli altri popoli sottomessi. Durante questo periodo di cattività i giudei rimasti in Giudea si mescolano alle popolazioni straniere e ne subiscono l'influenza, mentre gli esuli babilonesi cercano di conservare la propria identità ebraica e di continuare a professare l'ebraismo anche se il Tempio non c'è più.

## Dominio persiano-achemenide e ritorno in Palestina

Massima estensione dell'Impero persiano achemenide nel 500 a.C.

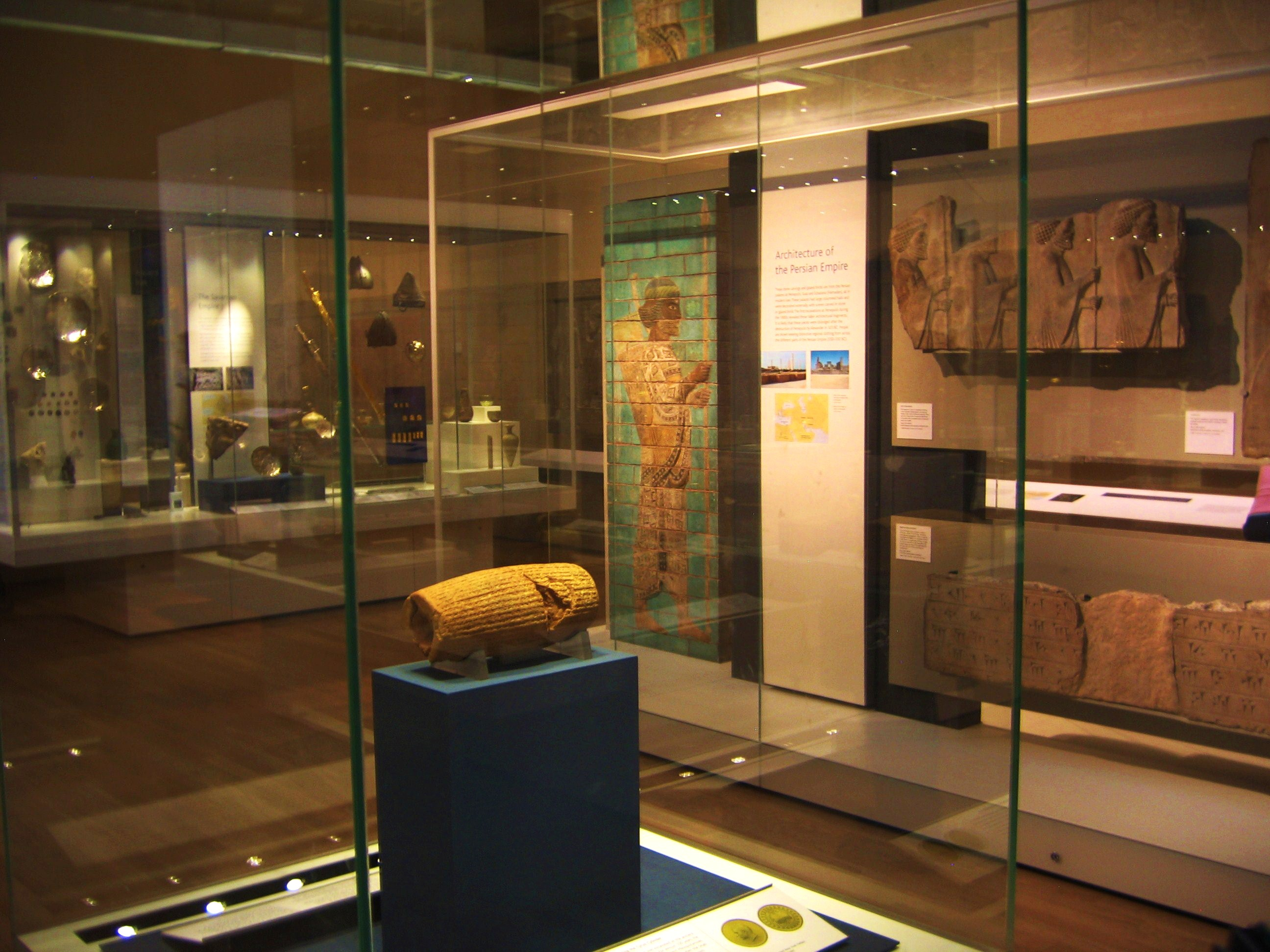
Il cilindro di Ciro al British Museum di Londra

Dopo l'invasione persiana che aveva inghiottito tutto l'Impero neo-babilonese condotta da Ciro il Grande nel 539 a.C., e la conversione della Giudea nella provincia persiana di Yehud Medinata (satrapia di Eber-Nari), i giudei esuli e gli altri popoli sottomessi conobbero una politica di tolleranza religioso-culturale molto elevata da parte dei funzionari persiani, che garantiva autonomia e rispetto per i popoli sconfitti. Con l'editto di Ciro (538 a.C.) i giudei di Babilonia, divenuti nel frattempo più di 50'000, poterono tornare in patria e ricostruire il Tempio. Nonostante ciò molti di loro decisero di restare ed alcuni riuscirono a scalare le gerarchie persiane e ottenere un certo benessere economico (Ezra e Neemia erano alti funzionari persiani).
Nel 520-545 a.C. i rimpatriati avevano un buon rapporto con gli ebrei rimasti in Palestina ed i pagani, e si formò una nuova comunità ebraica intorno al Secondo Tempio, in cui veniva tollerato anche il culto rivolto al Dio ebraico da parte di questi ultimi. Nel 520 a.C. con il ritorno di altri esuli, tra cui Zorobabele, nipote di Ioiachin, e Zaccaria, il Tempio viene ricostruito e completato nel 515 a.C. grazie alla guida di Zorobabele, nominato da Dario I di Persia governatore della Giudea. 

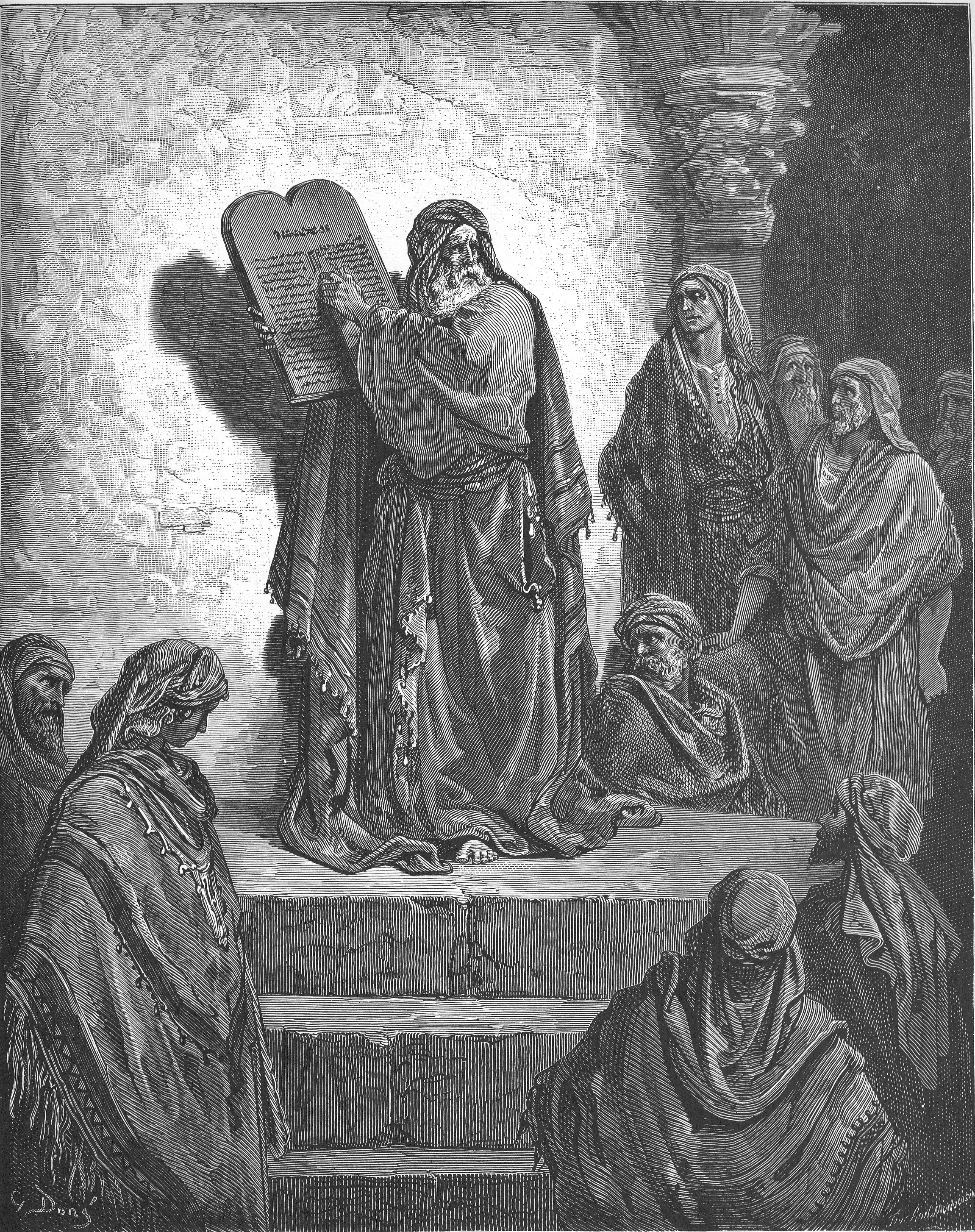
Ezra Spiega la Legge al Popolo, illustrazione di Gustave Doré, 1866

La situazione però precipita con la morte di Zorobabele, mentre la presenza dei Sanballatidi di Samaria e dei Tobiadi di Ammon, entrambe dinastie potenti sul piano politico-economico ed imparentate coi sacerdoti giudei, viene considerata una minaccia dagli esuli nella Diaspora, temendo la trasformazione del Tempio e di Gerusalemme in luoghi accessibili a tutti i pagani palestinesi e non più di proprietà dei giudei autoctoni né di quelli esiliati. Viene quindi inviato Neemia col permesso di Artaserse I per ricostruire le mura di Gerusalemme, e poi Ezra per riformare la Giudea; al contrario di Ezechiele, Malachia e del Tritoisaia, favorevoli per diversi gradi ai sacrifici nel Tempio compiuti dai pagani ma sempre e solo rivolti a Yahweh, Ezra non concepisce la possibilità che i pagani possano convivere coi giudei, né integrarsi né adattarsi al loro stile di vita: chi discende dal pagano lo rimane in eterno. 

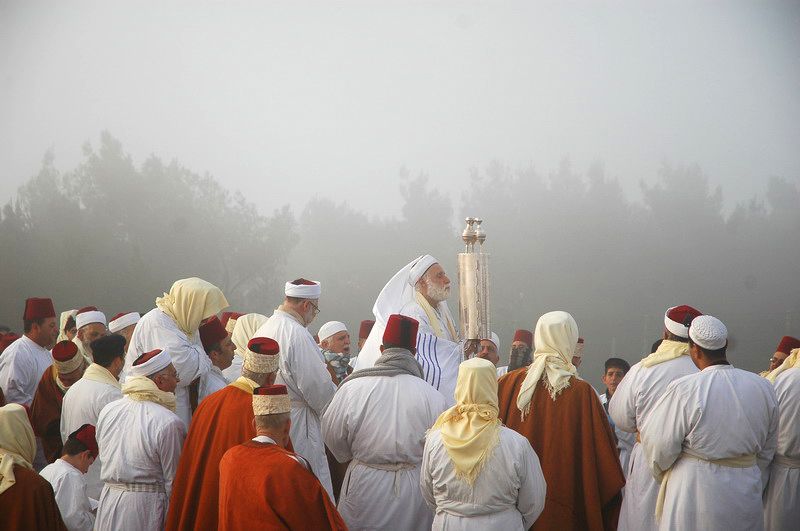
Samaritani di oggi festeggiano Pesach sul Gherizim

I rimpatriati cacciano le loro mogli straniere e i figli avuti con queste ultime per suo ordine, ma i primi ad opporsi alla politica riformatrice di Ezra e Neemia sono i samaritani, che fondano un nuovo Tempio a Sichem sul monte Gherizim, dove celebrano i rituali ebraici attraverso i sacerdoti di stirpe sadocita fuggiti da Gerusalemme dopo la riforma dei due scribi, provocando uno scisma; secondariamente protestò contro la riforma ezriana la corrente di pensiero espressa nei Libri di Rut, Giona, Giobbe e Qoelet, cioè il giudaismo sapienziale; infine il giudaismo enochico, il più profondo e chiuso in opposizione ad Ezra, da cui scaturirà il genere letterario apocalittico. La società giudea ezriana è radicalizzata nel sacerdozio del Tempio, nel rispetto della Torah e nella Legge, e persiste pacificamente fino al 200 a.C., ma è profondamente intollerante rispetto ad opinioni diverse da quelle di Ezra.

## Età ellenistica (Tolomei, Seleucidi e Maccabei)

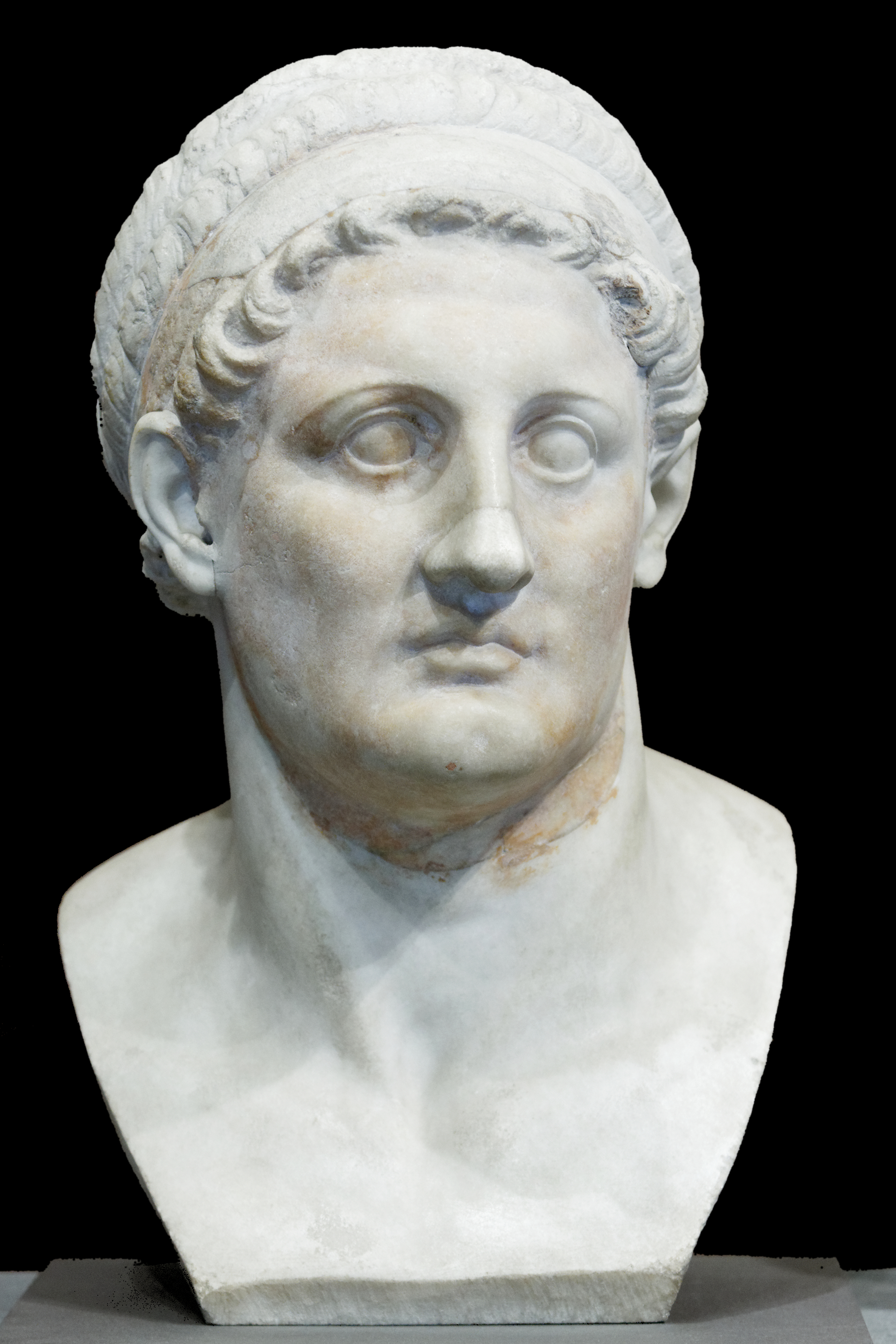
Busto di Tolomeo I al Louvre

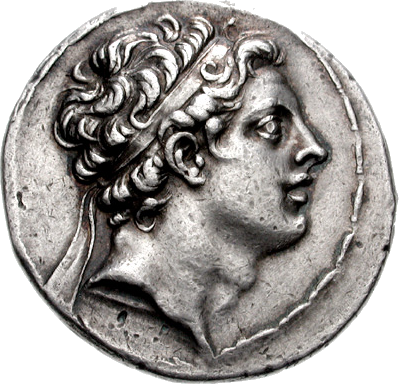
Moneta raffigurante Antioco IV Epifane

Nel 332 a.C. la Palestina, la Fenicia e l'Egitto passano sotto il dominio del macedone Alessandro Magno, che ben presto si impadronisce di tutti i territori persiani. Tuttavia i giudei, completamente autocentrati sulla vita interna di Gerusalemme, non percepiscono più di tanto il mutamento d'ordine, abituati ormai al governo di autorità straniere. Iniziano a porsi le basi per l'arrivo dell'ellenismo anche nel Levante.
Con le guerre dei diadochi, nelle quali la situazione politica della Palestina cambia numerose volte, e il passaggio della Palestina sotto la dinastia tolemaica ci sono alcuni tumulti in Giudea, ma il clima col tempo diventa tranquillo, anzi i tolomei restituiranno molta dell'indipendenza politica agognata dai giudei.
I veri problemi non si scatenano finché la Palestina non rimane definitivamente sotto il controllo dei sovrani seleucidi di Siria (200-175 a.C.). I giudei e i seleucidi sono coinvolti in una sanguinosa guerra civile per l'indipendenza della Giudea. La guerra vede giudei schierati contro giudei in diverse fazioni, ognuna delle quali considera le altre alla stregua dei pagani. Le ideologie ebraiche, che differiscono per ogni schieramento, a spingere i giudei a combattere tra di loro sono soprattutto tre:
- La salvezza della Giudea e del popolo
- La purezza del sacerdozio sadocita
- La conservazione della Legge mosaica

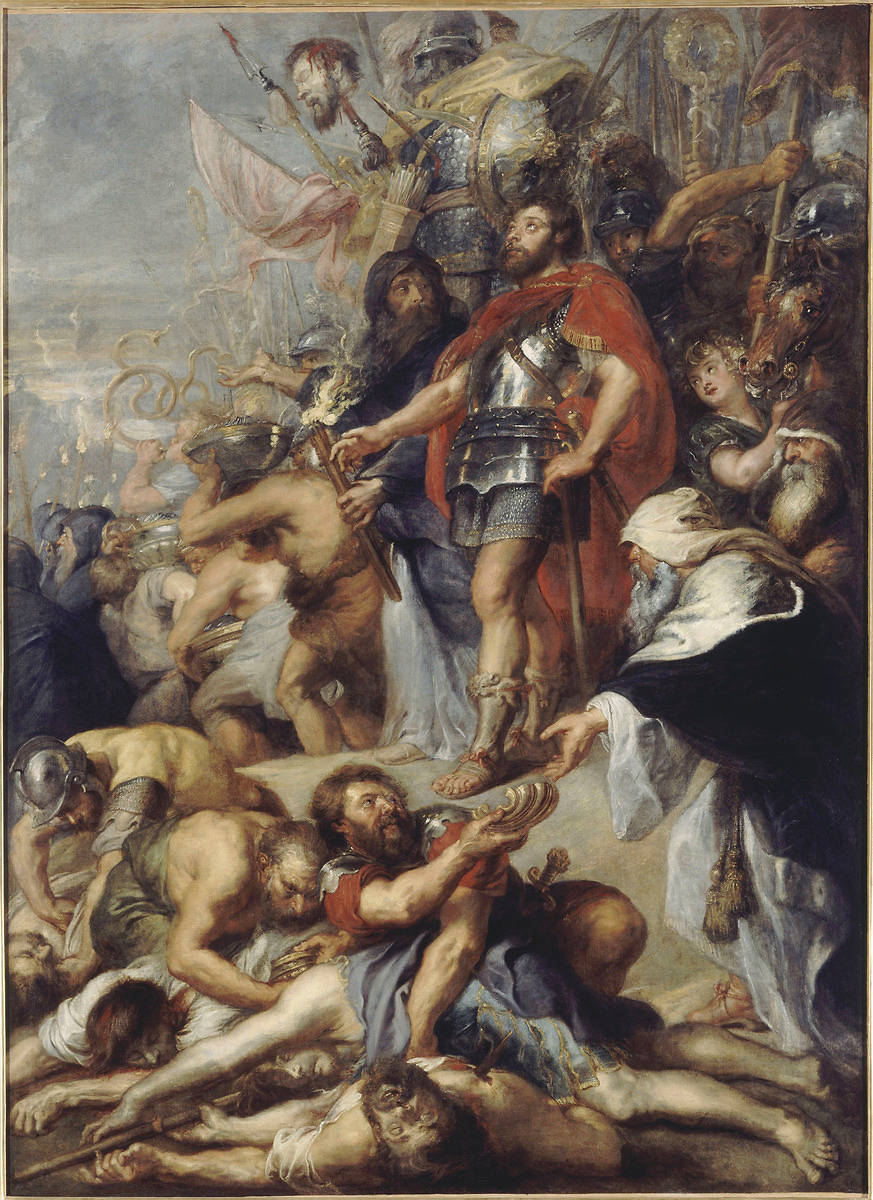
Giuda Maccabeo immaginato da Rubens, 1634-1636, Musée des beaux-arts

Quattro anni più tardi muore l'ultimo sadocita, Onia III, per mano di giudei favorevoli all'aggressiva ellenizzazione promossa da Antioco IV Epifane, che rimangono al potere fino al 167 a.C., anno in cui scoppia la rivolta dei Maccabei. La ribellione su vasta scala è capeggiata da Menelao, successore di Giasone, che riesce a conquistare Gerusalemme grazie al supporto militare dei siriani. La rivolta permane fino al 160 a.C., il suo successo e la riconquista di Gerusalemme vengono celebrate ancora oggi con la festa di Chanukkah, ma è solo nel 142 a.C. che i fratelli Maccabei diventano padroni assoluti dell'intera Palestina; l'ultimo di loro assume persino il titolo di sommo sacerdote. I Maccabei però condividono il potere con alcuni partiti religiosi e politici:
- Il chassidismo ezriano del II secolo a.C., ancora fedele agli ideali della società ezriana, da cui discenderanno i farisei[5].
- Il giudaismo ellenistico, che durante la gestione di Menelao ebbe anche un suo sommo sacerdote; ne raccoglie l'eredità il partito dei sadducei.
- Lo zelotismo, la corrente più pericolosa e aggressiva nei confronti di chiunque, incline alla lotta armata; si rifà al sacerdote Fineas.
- Gli esseni, anche loro discendenti degli asidei[5] come la corrente farisaica, ed eredi insieme a questa della tradizione enochica[6]; sono divisi tra urbani (che vivono in mezzo al popolo) e asceti isolati (come i settari di Qumran), si sono ritirati dal combattere e attendono la battaglia finale.

Durante l'inizio dell'epoca maccabaica nasce il messianismo ebraico, un'ideologia religiosa e politica che avrebbe cambiato radicalmente il volto dell'ebraismo palestinese e mediterraneo. Nel 140 a.C. viene fondata la casa degli Asmonei (che in realtà sono sempre Maccabei) da Simone Maccabeo, la quale governa sul trono del regno di Giudea in fasi alterne fino al 63 a.C.. Nel 104 a.C. diventa re Aristobulo I ed in questo periodo gli Asmonei ottengono il sostegno del partito sadducceo, mentre i farisei fanno opposizione. Sarà con l'incoronazione di Alessandro Ianneo che riprenderanno vita le guerre fratricide nella popolazione giudaica (103-76 a.C.), eventi che consentiranno ai farisei di riottenere il consenso del popolo, soprattutto dopo la persecuzione che Alessandro Ianneo scatenò contro di loro; sotto Ianneo vengono crocifissi 800 oppositori in rivolta contro il suo regno; un edomita di nome Erode Antipatro fu nominato strategos dell'Idumea, mantenendo questo ruolo anche durante il regno di Salomè Alessandra, che era stata moglie di entrambi (76–67 a.C.).

## Giudea romana (Asmonei, Erodiani emagistratus)

### Dinastia asmonea
Il figlio di Salomè, Giovanni Ircano II, divenne re e sommo sacerdote nel 67 a.C., ma fu contrastato dal fratello Aristobulo II; ne scaturì una guerra civile che offrì alla Repubblica romana l'occasione per intervenire. I romani escono vittoriosi dalla guerra contro i giudei e Gerusalemme fu conquistata quindi da Pompeo nel 63 a.C., mettendo fine all'indipendenza giudaica. Flavio Giuseppe racconta che fra le tante sciagure, quella del Tempio, svelato agli occhi stranieri, fu la peggiore. Pompeo era infatti entrato con il suo seguito dove solo al sommo sacerdote era concesso di entrare, potendo contemplare la Menorah, le lampade, la tavola ed i vasi per libagioni, oltre agli incensieri, tutti d'oro massiccio, oltre al sacro tesoro di ben 2'000 talenti
Pompeo sembra non toccò alcuno di questi oggetti sacri. 

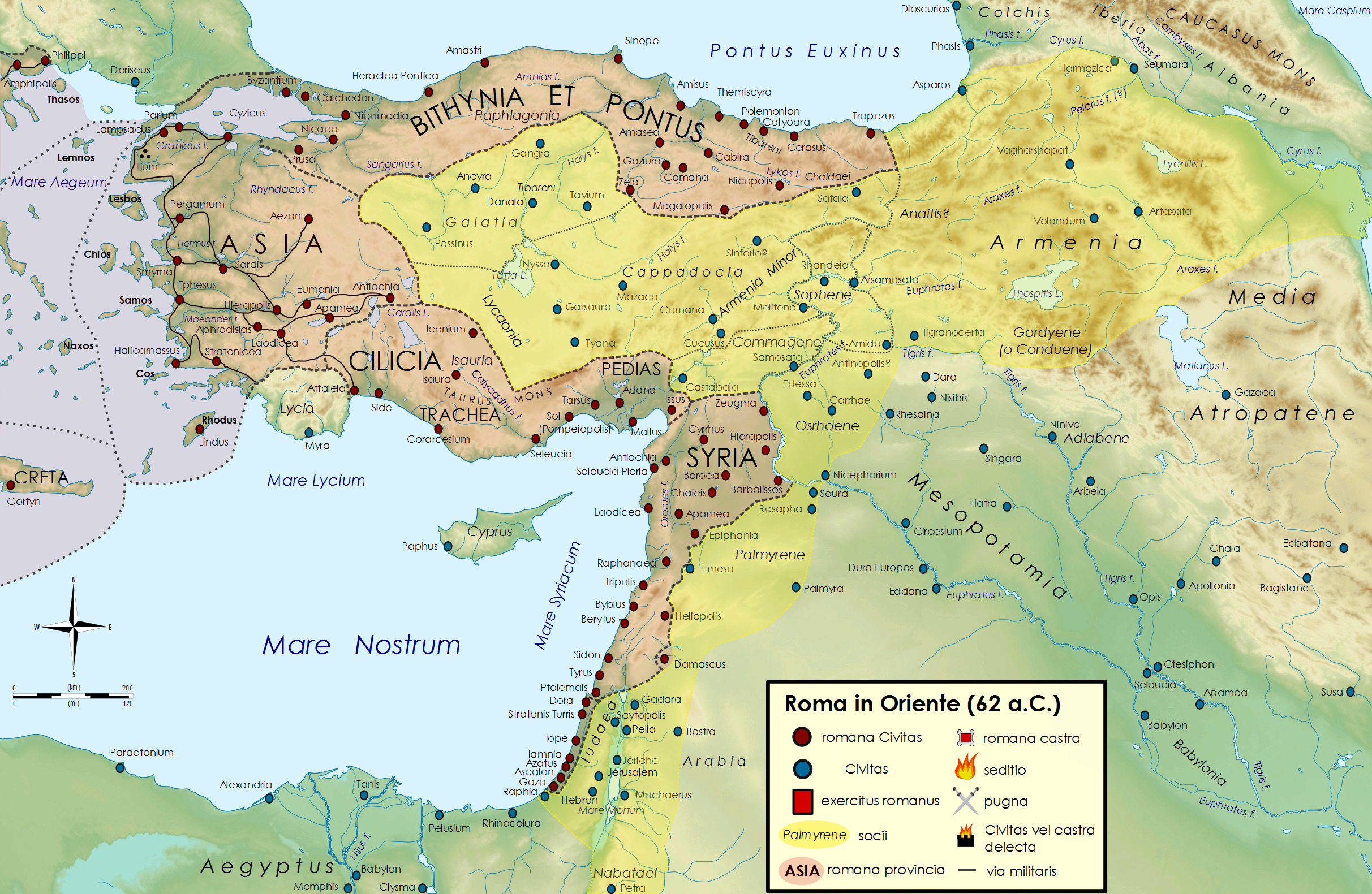
I domini romani orientali (in rosa) ed i regni clienti (in giallo), alleati di Roma nel 63 a.C., al termine delle guerre mitridatiche di Gneo Pompeo Magno.

Al contrario il giorno seguente all'espugnazione del Tempio, ordinò la sua purificazione attraverso sacrifici di rito, mentre il nuovo regno di Giudea fu affidato a Giovanni Ircano II, che si era dimostrato un affidabile alleato, mentre Aristobulo II fu portato via. A Gerusalemme ed alla regione intorno impose il pagamento di un tributo.
Creò la nuova provincia di Siria nel 63 a.C., partendo dalla regione della Celesiria. Della Giudea ne fece uno regno cliente o protettorato romano. Ricostruì Gadara, che era stata distrutta dai giudei. Proclamò liberi dai giudei i territori di Ippo, Scitopoli, Pella, Samaria, Iamnia, Marisa, Azoto, Aretusa, Gaza, Ioppe, Dora e Torre di Stratone, per poi aggregarle alla nuova provincia di Siria, a cui diede come governatore Emilio Scauro con due legioni.
Il potere politico verrà gestito d'ora in poi solo da Roma, mentre il Tempio, le leggi e il Sinedrio rimarranno nelle mani di sadducei e farisei.

### Dinastia erodiana
Giulio Cesare nomina Erode Antipatro procuratore di Giudea nel 47 a.C., che a sua volta nominò i propri figli Fasaele ed Erode il Grande governatori rispettivamente di Gerusalemme e Galilea. Nel 43 a.C. Antipatro fu assassinato; i suoi due figli, però, restarono in carica, e furono elevati al rango di tetrarchi da Marco Antonio (41 a.C.). Nonostante le ribellioni anti-romane di alcuni discendenti Asmonei la situazione non cambia, anzi nel 40 a.C. la dinastia erodiana ottiene anche il sacerdozio di Gerusalemme e nel 37 a.C. Erode il Grande diventa re di Giudea sotto il protettorato romano; durante il regno viene ultimata la costruzione del Secondo Tempio, che verrà appunto ribattezzato Tempio di Erode.

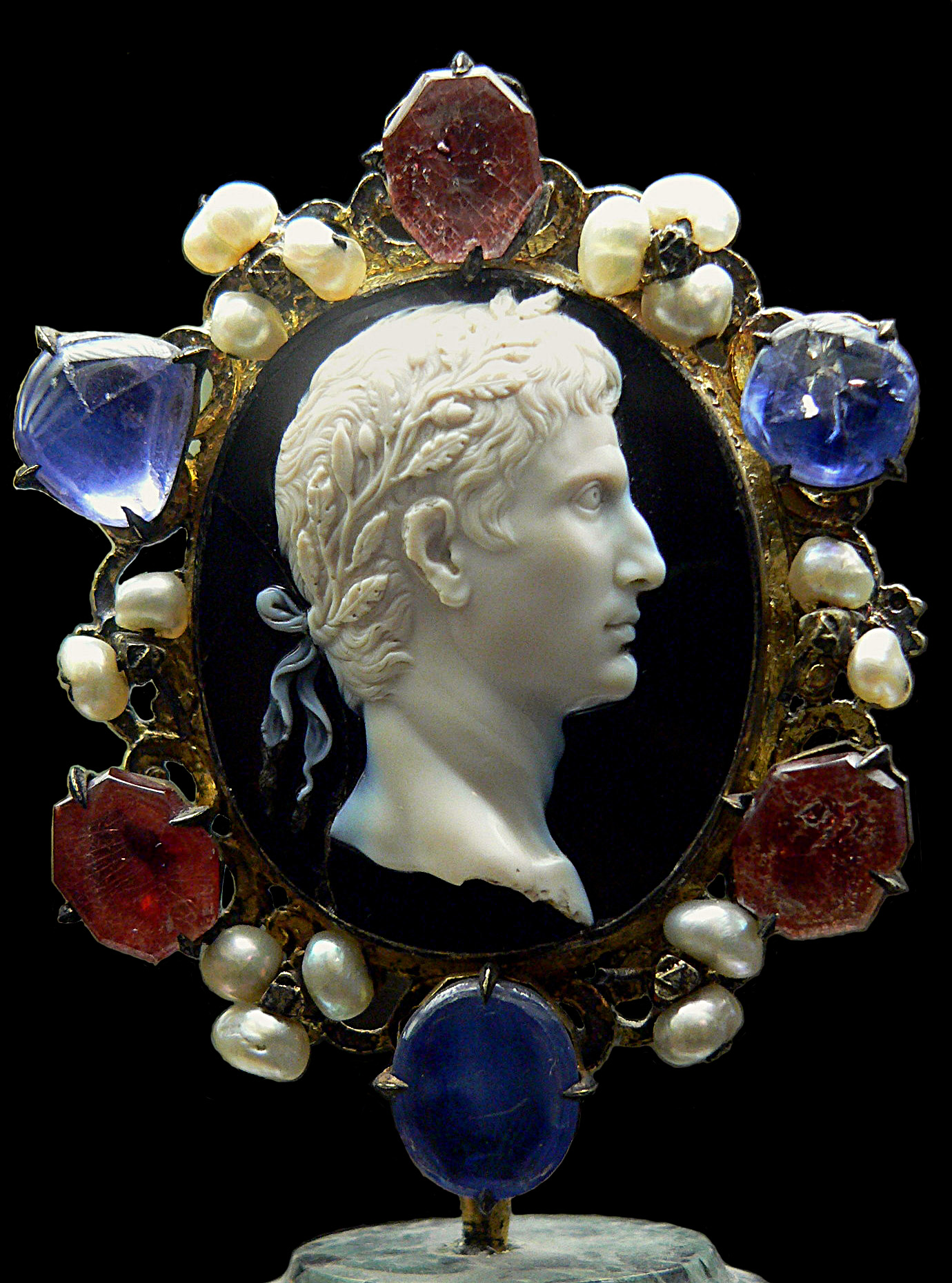
Cammeo dell'imperatore Augusto conservato a Parigi

Dopo la sua morte i romani dividono la provincia in tre etnarchie e le spartiscono tra i figli di Erode, che rimangono comunque sottomessi a Roma: ad Erode Archelao vengono assegnate Samaria, Idumea e Giudea; Galilea e Perea ad Erode Antipa, mentre a Erode Filippo II viene lasciata la Transgiordania (Batanea, Traconitide, Auranitide e Gaulantide); Salomè, sorella di Erode, ottenne alcune città (Iamnia, Azoto, Faselide e Ascalona) e le relative rendite. La separazione delle regioni giudaiche è dovuta al conflitto di interessi tra i fratelli; Archelao si era infatti recato dall'imperatore romano Augusto per informarlo delle volontà del padre, il quale gli avrebbe assegnato la parte maggiore del regno. Augusto esaudisce il desiderio di Archelao ma non lo riconosce come re (la Giudea di Archelao non era una vera e propria provincia autonoma, ma un distretto sottoposto all'autorità del legatus Augusti pro praetore di Siria). Dal momento che Archelao veniva visto come un oppressore straniero dai giudei, e così anche suo padre, si scatenano ripetute proteste contro il suo governo, finché Augusto nel 6 non decise di processarlo e dimetterlo dalla carica, esiliandolo in Gallia.

### Prefettura romana
A questo punto la Giudea passa in momenti alterni sotto il controllo dei discendenti erodiani e dei prefetti romani. Publio Sulpicio Quirinio, legato di Siria, avvia un censimento sotto la prefettura di Coponio che deve far fronte ad una riorganizzazione amministrativa e fiscale, ma provocherà distruzione in Giudea. Infatti se da un lato era previsto un censimento per il pagamento della capitazione dall'altro, la nuova tassa, dovette essere pagata in denaro. Se già una tassa in denaro non fosse bene accetta in quanto più onerosa (soprattutto quando a un cattivo raccolto seguiva il peso economico di un prestito per pagare le tasse) tra gli giudei la questione diveniva ancora più delicata in quanto destava scandalo il fatto che sulle monete romane fossero raffigurate effigi umane.
La reazione fu una rivolta capeggiata dal fariseo Sadoq e Giuda Galileo. Questi era figlio (non nel senso della parentela) di Ezechia di Gamala (che con la sua banda aveva infestato la Galilea ai confini della Siria), catturato e ucciso da Erode il Grande appena entrato in possesso della regione, il quale nello stesso anno era già stato protagonista di una precedente rivolta in quanto pretendente al trono giudaico. Il manifesto della rivolta era che essendo il dio d'Israele l'unico signore, avrebbe aiutato e concesso la grazia a coloro che si fossero ribellati dal rendere omaggio o adorazione (perché blasfemo) all'imperatore romano o a chi per esso.
(Antichità giudaiche, libro 18)
Il resoconto di Giuseppe non chiarisce la natura del censimento, se cioè fosse residenziale o se i censiti dovessero recarsi nella città di origine. Anche la durata non è specificata ma è verosimile che si sia svolto tra il 6 e il 7 anche se, secondo alcuni autori, il censimento si svolgeva a rilento, poteva durare vari anni e si realizzava in due fasi: "la registrazione della proprietà terriera ed immobiliare" e, in un secondo momento, "la determinazione delle imposte da pagare". Secondo tali autori "la prima tappa avvenne al tempo della nascita di Gesù, mentre la seconda, che per il popolo era molto più urtante, suscitò l'insurrezione" di Giuda Galileo.
Insieme a Ponzio Pilato finisce l'era dei prefetti in Giudea, per il motivo della violenta soppressione dei samaritani che lo portò a lasciare l'incarico su ordine di Caligola nell'anno 36.

### Erode Agrippa, zeloti e procura romana
Nel 37 avviene l'incoronazione di Erode Agrippa, tetrarca durante l'impero di Caligola, per volere di Claudio. 

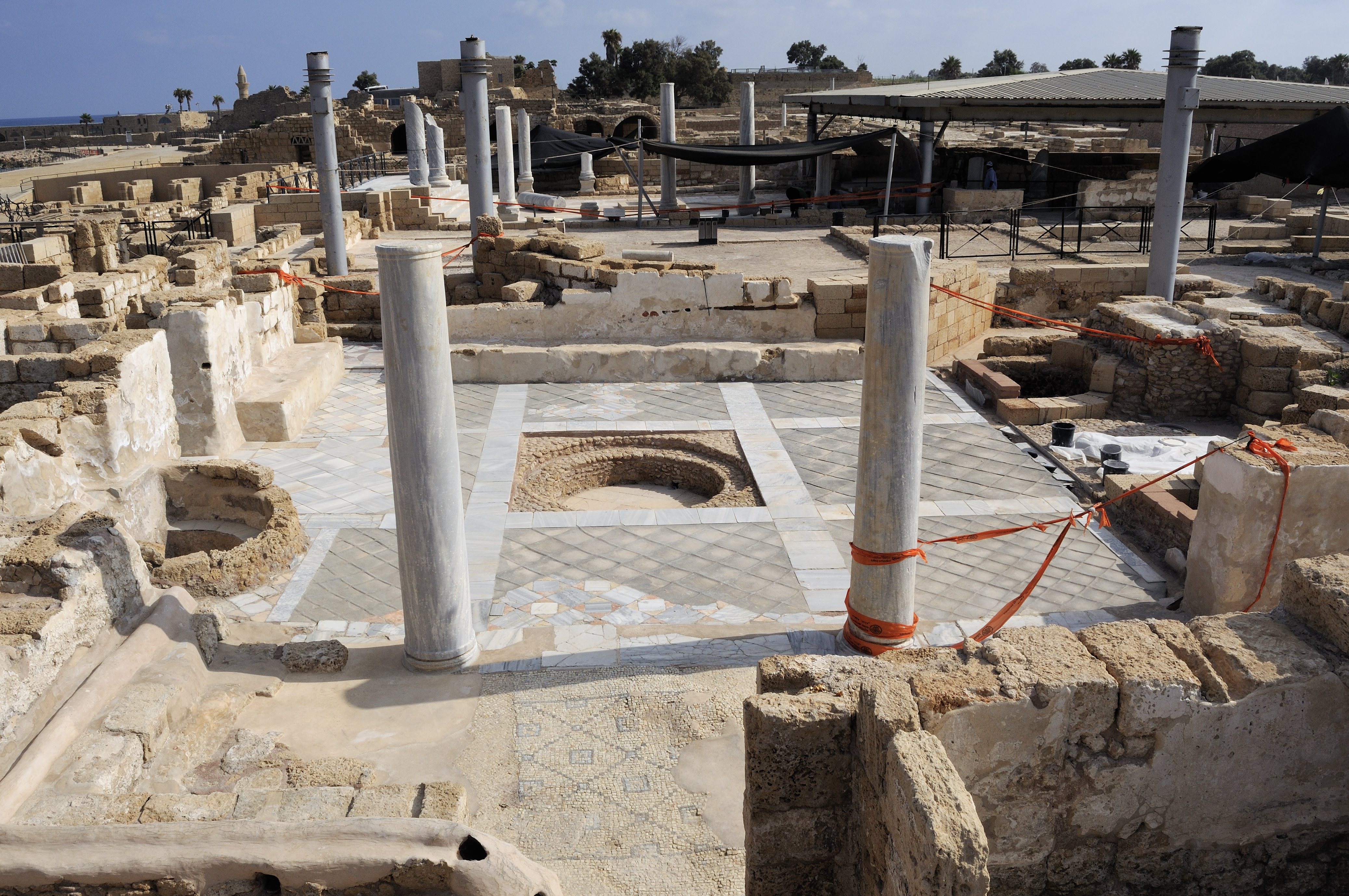
Sito archeologico delle terme di Cesarea marittima

Il regno di Agrippa, che comprendeva Giudea e Samaria, fu abbastanza pacifico, poiché egli riuscì a conciliare lo zelo ebraico, sopprimendo nel frattempo i nazareni, con la romanizzazione, ed infatti era benvoluto da entrambe le parti; promuove il partito dei farisei, alienandosi però alcuni sudditi greci; costruisce ed amplia le mura di Gerusalemme coi finanziamenti del Tempio, che dà speranza di un rinnovato regno autonomo ai giudei, mentre nelle colonie romane costruisce edifici pubblici e opere di prestigio (teatri, anfiteatri e terme), offre spettacoli e giochi come la lotta tra gladiatori in onore di Claudio a Cesarea marittima, cercando comunque di comportarsi da ebreo pio. Dopo la sua morte, avvenuta nel 44, la provincia di Giudea (che da adesso incorpora anche Galilea e Perea) torna sotto il controllo romano, siccome suo figlio è troppo giovane per accedere al trono. Il procuratore Cuspio Fado nel 44-46 dovette confrontarsi con tre ribellioni di stampo messianico capeggiate da Teuda, Amram e dallo zelota Eleazar ben Dinai. In particolare il primo convinse una moltitudine di essere un profeta, e comandò loro di prendere con sé i propri beni e a seguirlo fino al Giordano, affermando di riuscire ad aprirne le acque con la propria parola; Fado inviò uno squadrone di cavalleria e li fece uccidere, mettendo poi a morte Teuda e facendone arrivare la testa a Gerusalemme.
Durante il suo mandato ebbe probabilmente inizio una grave carestia che colpì la zona soprattutto durante il governo del successore di Fado, Tiberio Giulio Alessandro, in cui la carestia si aggrava ma non sembrano esserci disordini sociali.
Sotto il procuratore Ventidio Cumano (48-52) scoppia una rivolta a Gerusalemme nel 48-49 durante una celebrazione religiosa, quando un soldato romano mostra il suo sesso alla folla dei fedeli ebrei. Viene repressa dal procuratore. Poco dopo un altro soldato romano strappa e brucia un rotolo della Torah, e la folla giudea si reca a Cesarea per chiedere che venga punito. Cumano lo condanna a morte per evitare una seconda ribellione. La situazione peggiora nel 51 quando dei pellegrini galilei vengono uccisi in un villaggio della Samaria; Cumano non punisce gli assassini e una banda di zeloti inizia a massacrare molti villaggi della regione. In seguito sono arrestati e giustiziati dalle truppe di Cumano.
Il caso è portato davanti al governatore di Siria, Gaio Ummidio Durmio Quadrato, che manda i delegati a Roma, dove la causa ebraica viene supportata dal giovane Erode Agrippa II: i giudei ottengono un successo e Cumano viene esiliato nel 52. Gli succede Marco Antonio Felice, il quale conduce una politica difficile e malgestita, causando scontento nella popolazione e la diffusione degli zeloti. 
Felice fa uccidere Eleazar ben Dinai con l'accusa di tradimento. Viene assassinato un discendente di Anna, Jonathan, da un gruppo di sicarii (zeloti estremisti) armati di pugnale. I sicari uccidono frequentemente i loro connazionali che si radunano insieme ai romani. In questo momento appaiono diversi e presunti profeti che attirano le folle promettendo la libertà, con conseguente risposta immediata di Felice, che li fa uccidere. Sfruttando l'agitazione i sommi sacerdoti sequestrano le decime dei sacerdoti inferiori, il che accentua le tensioni sociali. Nel 54 ci sono nuovi scontri a Cesarea circa lo status della città e i diritti civili dei giudei, che si scontrano con i siriani e, armati di mazze e spade, hanno il sopravvento. Felice gli ordina di andarsene e avvengono dei saccheggi nelle case dei giudei. L'agitazione continua e prominenti giudei si lamentano dell'arbitrarietà di Nerone, che decide a favore dei siriani, relegando i giudei al rango di cittadini di seconda classe.
Nel 60 Felice viene richiamato da Nerone per accuse di corruzione e sostituito da Porcio Festo, il quale trasferisce a Roma Paolo di Tarso, un fariseo ed il più attivo leader della setta dei nazareni nell'evangelizzazione dell'Impero.

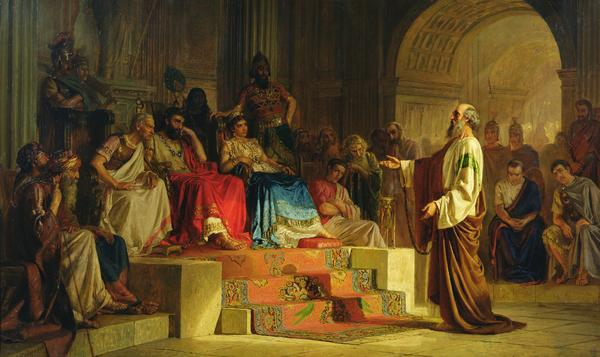
L'apostolo Paolo a processo, di Nikolaj Bodarevskij (1875). Accanto a Erode la sorella Giulia Berenice.

Felice sopprime una rivolta nel deserto.
Alla sua morte nel 62, il sommo sacerdote figlio di Anna, Anano ben Anano, sfrutta il vuoto di potere per liquidare i suoi nemici, in particolare Giacomo il Giusto, capo dei nazareni di Gerusalemme, condannandolo alla lapidazione.
Al dispotismo di Anano si oppone Erode Agrippa II, che lo fa deporre e lo rimpiazza con Joshua ben Damneus (62-63).
Sotto il nuovo procuratore Lucceio Albino (62-64), che cerca di arricchirsi liberando prigionieri dalle carceri su riscatto, la situazione politica e sociale si deteriora nuovamente. I sicari ricorrono al sequestro di ostaggi per liberare i loro compagni in cella (tra cui Eleazaro ben Anano), mentre i sostenitori di Joshua ben Damneus e quelli di Joshua ben Gamaliel si battono nelle strade per la carica di sommo sacerdote.
Albino, dopo aver saputo che gli sarebbe subentrato un altro procuratore, svuota le carceri in due modi: tramite il primo uccide tutti i prigionieri per reati gravi, mentre con il secondo gli altri escono su pagamento della cauzione. Insieme al successore Gessio Floro la situazione peggiora con la proliferazione dei saccheggi (64-66).